# Almirante Lynch (1912)
Almirante Lynch – chilijski niszczyciel z początku XX wieku, pierwsza jednostka typu Almirante Lynch. Okręt został zwodowany 28 września 1912 roku w brytyjskiej stoczni J. Samuel White w Cowes, a w skład Armada de Chile wszedł w 1913 roku. Jednostka została skreślona z listy floty po ponad 30-letniej służbie w grudniu 1945 roku.

## Projekt i budowa
Niszczyciele typu Almirante Lynch zostały zamówione przez rząd Chile w Wielkiej Brytanii na początku 1911 roku . W momencie budowy okręty te należały do największych i najsilniej uzbrojonych jednostek tej klasy na świecie . Z zamówionych sześciu niszczycieli tylko dwa zostały ukończone do wybuchu I wojny światowej i odebrane przez Armada de Chile; pozostałe cztery zostały zarekwirowane przez rząd brytyjski i wcielone do Royal Navy jako HMS „Faulknor”, HMS „Broke”, HMS „Botha” i HMS „Tipperary” .
„Almirante Lynch” zbudowany został w stoczni J. Samuel White w Cowes . Stępkę okrętu położono w listopadzie 1911 roku, a zwodowany został 28 września 1912 roku .

## Dane taktyczno-techniczne
Okręt był dużym niszczycielem o długości całkowitej 100,8 metra (97,5 metra między pionami), szerokości 9,9 metra i maksymalnym zanurzeniu 3,35 metra . Wyporność normalna wynosiła 1430 ton, a pełna 1850 ton. Siłownię okrętu stanowiły trzy zestawy turbin parowych systemu Parsonsa o łącznej mocy 30 000 KM, do których parę dostarczało sześć kotłów White-Forster . Prędkość maksymalna napędzanego trzema śrubami okrętu wynosiła 31 węzłów. Okręt zabierał zapas 427 ton węgla i 80 ton paliwa płynnego, co zapewniało zasięg wynoszący 2750 Mm przy prędkości 15 węzłów . 
Na uzbrojenie artyleryjskie okrętu składało się sześć pojedynczych dział kalibru 102 mm (4 cale) Armstrong L/40 i cztery pojedyncze karabiny maszynowe kal. 7,7 mm L/94 . Broń torpedową stanowiły cztery pojedyncze wyrzutnie kal. 450 mm (18 cali) .
Załoga okrętu składała się z 160 oficerów, podoficerów i marynarzy.

## Służba
Okręt został przyjęty w skład Armada de Chile w 1913 roku . Podczas 6-godzinnej próby prędkości „Almirante Lynch” osiągnął 31,8 węzła. 7 lutego 1914 roku niszczyciel wraz z bliźniaczym „Almirante Condell” wypłynął w rejs do Chile, docierając na miejsce 22 kwietnia 1914 roku . W 1930 roku okręt poddano modernizacji: przystosowano kotły do opalania wyłącznie paliwem płynnym (co powiększyło zasięg do 4200 Mm przy prędkości 15 węzłów), a także zdemontowano pojedyncze wyrzutnie torpedowe kal. 450 mm, instalując w zamian dwa podwójne aparaty kal. 533 mm . Jednostkę wycofano po 32 latach służby w grudniu 1945 roku .